# John Wain
John Barrington Wain [Vejn] (14. března 1925 – 24. května 1994) byl anglický prozaik a básník, představitel generace Rozhněvaných mladých mužů.
Studoval na St. John's College v Oxfordu, kde v roce 1946 promoval. Poté se živil jako novinář - literární kritik, kromě novin přispíval ještě do rozhlasu.
V roce 1983 obdržel Řád britského impéria.

## Dílo
- Pospíchej dolů – 1953 o úspěšném mladém muži, který však místo kariérního postupu volí obyčejné místo mezi prostými lidmi
- Život v přítomnosti – 1953
- Soupeři – 1958
- Cestující žena - 1959
- Zabij otce – 1962
- Mladí návštěvníci - 1965
- Menší nebe - 1967
- Zima v horách – 1970, sociální protianglické dílo.
- Odpustkářova povídka - 1978
- Kde se řeky setkávají - 1988

### Poezie
- Píseň o majoru Eatherlym

### Drama
- Johnson odchází
- Harry v noci
- Frank – jedná se o rozhlasovou hru